# Der Siebenstern
Der Siebenstern ist die Vereinszeitschrift des Fichtelgebirgsvereins (FGV). Sie wird sechsmal im Jahr in einer Auflage von 13.000 Exemplaren an die Vereinsmitglieder kostenlos versandt. Sie kann außerdem über die Hauptgeschäftsstelle des Vereins bezogen werden, seit 2014 ist sie im Internet einsehbar.

## Name
Die Zeitschrift ist nach dem Siebenstern, der Symbolpflanze des Fichtelgebirges, benannt.

## Geschichte
Von der Gründung des Fichtelgebirgsvereins im Jahr 1888 bis 1921 hatte der Verein keine Vereinszeitschrift. Als nach dem Ersten Weltkrieg die Mitgliederzahl stark anstieg, benötigte die Vereinsführung ein Medium zur Kommunikation mit den Mitgliedern. Von 1921 bis 1926 bestand ein Provisorium. Der Verleger und Ortsgruppenvorsitzende von Schwarzenbach an der Saale, Weigand, gründete 1921 die Heimatzeitung Das Fichtelgebirg, der Fichtelgebirgsverein erklärte sie zum Vereinsorgan. Während der Inflationszeit mussten die Ortsgruppen Altpapier sammeln, damit die Zeitschrift erscheinen konnte.
Mitte der 1920er Jahre suchte der Verein eine kostengünstigere Lösung für eine Vereinszeitschrift. Der Verlag Carl Gießel in Bayreuth übernahm den Druck der ab 1. Januar 1927 monatlich im Eigenverlag des FGV unter dem Namen Der Siebenstern erscheinenden Zeitschrift.
In den ersten Jahren des Zweiten Weltkriegs redigierte Schriftleiter Paul Held die Zeitschrift vom Feld aus. 1943 musste das Erscheinen „aus kriegswirtschaftlichen Gründen“ eingestellt werden.
Nach Genehmigung durch die Besatzungsmacht erschien im Mai 1949 nach sechsjähriger Pause die erste Nachkriegsausgabe des Siebensterns. Aus Ersparnisgründen ging man von der bisherigen monatlichen Erscheinungsweise auf sechs Ausgaben im Jahr über.
Ab 1. Januar 2013 erhielt die Vereinszeitschrift ein neues Erscheinungsformat in DIN A 4, der Name wurde von Der Siebenstern in SIEBENSTERN geändert.

## Aufgaben
Der Siebenstern dient als Bindeglied zwischen den 55 Ortsgruppen und den 18.000 Mitgliedern. Er soll bei der heimat- und volkskundlichen Erschließung des Fichtelgebirgsraums helfen. Natur- und Umweltschutzfragen sowie das Wandern mit entsprechenden Vorschlägen stehen im Vordergrund der Veröffentlichungen. Ebenfalls wird die Jugendarbeit im FGV dargestellt.
Daneben umfasst die Zeitschrift Mitteilungen des Hauptvereins zu Zielen, Schwerpunkten der Vereinsarbeit und Vereinsvorhaben sowie Berichte zum Vereinsleben der Ortsgruppen. In einer Medienecke wird auf neue Literatur, Tonträger und Websites hingewiesen.